# Past Is Prologue (album)
Past Is Prologue – debiutancki album studyjny Tycho, wydany w 2004 roku przez wytwórnię muzyczną Gammaphone jako Sunrise Projector, wznowiony po zremasterowaniu dwa lata później przez Merck Records jako Past Is Prologue i wznowiony ponownie w 2010 roku w poszerzonej wersji przez Ghostly International.

## Historia albumu
Scott Hansen zadebiutował w 2004 roku albumem zatytułowanym Sunrise Projector. Album, utrzymany w stylu downtempo wydała niewielka wytwórnia Gammaphone z San Francisco, którą przejęła później większa wytwórnia, Merck Records, specjalizująca się w muzyce IDM. Hansen ponownie zmienił kolejność utworów i poszerzył album, który został wydany przez Merck w 2006 roku pod nowym tytułem, Past Is Prologue. Utwory pozostały w dużej mierze te same, doszło jedynie kilka nowych remiksów zrealizowanych przez innych kalifornijskich artystów, takich jak Dusty Brown i Chachi Jones. Merck Records upadła w tym samym roku, a Hansen kolejne lata spędził w studio nagraniowym wydając różne single, aż w końcu podpisał umowę z wytwórnią Ghostly International, która w 2010 roku wydała jego Past Is Prologue w poszerzonej wersji, zawierającej nowy remiks autorstwa Mux Mool.
W wywiadzie udzielonym w 2012 roku magazynowi Beats Per Minute Tycho stwierdził, że Past is Prologue był czymś dziwnym, ponieważ w rzeczywistości nie był zaplanowany: „było to jak dziesięć piosenek, a ja po prostu wygłupiałem się w tamtym czasie, a wcześniej wydałem EP-kę”. Pomimo że miał pomysły, czuł jednocześnie, że nie ma umiejętności lub wiedzy żeby je zrealizować.
Ponieważ album w wersji z 2006 roku  stał się z czasem trudno dostępny, Ghostly wydając go w pełnej, cyfrowej wersji ocaliła go od zapomnienia.

## Wydania

### Sunrise Projector
Zestaw utworów:
| 1.  | Sunrise Projector Featuring Vocals – Jianda      | 3:03  |
|     |                                                  |       |
| 2.  | Dictaphone's Lament                              | 5:09  |
|     |                                                  |       |
| 3.  | PBS / KAE                                        | 4:39  |
|     |                                                  |       |
| 4.  | Phoenix Cylinder                                 | 1:26  |
|     |                                                  |       |
| 5.  | Overlook                                         | 5:42  |
|     |                                                  |       |
| 6.  | Lapse                                            | 5:20  |
|     |                                                  |       |
| 7.  | Send And Receive Featuring Vocals – Jianda       | 4:46  |
|     |                                                  |       |
| 8.  | Past Is Prologue                                 | 5:47  |
|     |                                                  |       |
| 9.  | You Should Be More Like Your Brother             | 1:43  |
|     |                                                  |       |
| 10. | A Circular Reeducation Featuring Vocals – Jianda | 5:18  |
|     |                                                  |       |
| 11. | Cloud Generator                                  | 4:19  |
|     |                                                  |       |
| 12. | Sunrise Calendar                                 | 3:09  |
|     |                                                  |       |
| 13. | Send And Receive (Chachi Jones Remix)            | 5:56  |
|     |                                                  |       |
|     |                                                  | 56:17 |
|     |                                                  |       |

### Past Is Prologue (2006)
Zestaw utworów:
| 1.  | From Home                                  | 6:30    |
|     |                                            |         |
| 2.  | Sunrise Projector                          | 3:04    |
|     |                                            |         |
| 3.  | Dictaphone's Lament                        | 5:11    |
|     |                                            |         |
| 4.  | PBS                                        | 4:41    |
|     |                                            |         |
| 5.  | Send And Receive                           | 4:53    |
|     |                                            |         |
| 6.  | Brother                                    | 1:43    |
|     |                                            |         |
| 7.  | A Circular Reeducation                     | 5:26    |
|     |                                            |         |
| 8.  | Past Is Prologue                           | 5:50    |
|     |                                            |         |
| 9.  | Cloud Generator                            | 4:19    |
|     |                                            |         |
| 10. | The Disconnect                             | 6:13    |
|     |                                            |         |
| 11. | A Circular Reeducation (Dusty Brown Remix) | 5:43    |
|     |                                            |         |
| 12. | Send And Receive (Chachi Jones Remix)      | 5:57    |
|     |                                            |         |
| 13. | Sunrise Projector (Nautilis Remix)         | 3:55    |
|     |                                            |         |
|     |                                            | 1:03:25 |
|     |                                            |         |

### Past Is Prologue (Sampler) (EP, 2007)
Zestaw utworów:
| 1. | From Home                                  | 6:30  |
|    |                                            |       |
| 2. | The Disconnect                             | 6:13  |
|    |                                            |       |
| 3. | PBS                                        | 4:41  |
|    |                                            |       |
| 4. | A Circular Reeducation (Dusty Brown Remix) | 5:26  |
|    |                                            |       |
| 5. | Sunrise Projector (Nautilis Remix)         | 3:55  |
|    |                                            |       |
|    |                                            | 26:45 |
|    |                                            |       |

### Past Is Prologue (2010)
Wydany 1 lipca 2010 roku jako płyta kompaktowa oraz digital download (pliki MP3):
| 1.  | From Home                                  | 6:30    |
|     |                                            |         |
| 2.  | Sunrise Projector                          | 3:04    |
|     |                                            |         |
| 3.  | Dictaphone's Lament                        | 5:11    |
|     |                                            |         |
| 4.  | PBS                                        | 4:41    |
|     |                                            |         |
| 5.  | Send And Receive                           | 4:53    |
|     |                                            |         |
| 6.  | Brother                                    | 1:43    |
|     |                                            |         |
| 7.  | A Circular Reeducation                     | 5:26    |
|     |                                            |         |
| 8.  | Past Is Prologue                           | 5:50    |
|     |                                            |         |
| 9.  | Cloud Generator                            | 4:19    |
|     |                                            |         |
| 10. | The Disconnect                             | 6:13    |
|     |                                            |         |
| 11. | A Circular Reeducation (Dusty Brown Remix) | 5:43    |
|     |                                            |         |
| 12. | Send And Receive (Chachi Jones Remix)      | 5:57    |
|     |                                            |         |
| 13. | Sunrise Projector (Nautilis Remix)         | 3:55    |
|     |                                            |         |
| 14. | From Home (Mux Mool Remix)                 | 3:59    |
|     |                                            |         |
|     |                                            | 1:07:24 |
|     |                                            |         |

## Oceny krytyków
Timothy Monger z AllMusic określił debiutancki album Tycho jako „mieszankę żywych instrumentów, delikatnych syntezatorów i soczystych, ambientowych tekstur. 13 utworów, w dużej mierze instrumentalnych, często ozdobionych jest dziwnymi samplami rozmów i lekkimi, ukrytymi dźwiękami, dodającymi zmysłowej głębi mocnym, melodyjnym kompozycjom”.
Zbliżoną opinię wyraził MassiveAttack z magazynu Sputnikmusic stwierdzając, iż „Past Is Prologue to mieszanka różnorodnych samplingów z ambientowymi klimatami techno w stylu Boards of Canada, a nawet ambientowych artystów takich jak Brian Eno. Podsumowując ocenił, iż „Past Is Prologue jest doskonałym dodatkiem dla każdego fana ambientu lub elektroniki (bardziej dla fanów Boards of Canada). Na pewno ich nie rozczaruje”.